# بوب بويد (لاعب غولف)
بوب بويد (بالإنجليزية: Bob Boyd)‏ هو لاعب غولف أمريكي، ولد في 29 يوليو 1955 في مونت أوليف في الولايات المتحدة، وتوفي في 21 فبراير 2011.

## وصلات خارجية
- بوب بويد على موقع رابطة لاعبي الغولف المحترفين (الإنجليزية)
- بوب بويد على موقع رابطة أوروبا للاعبي الغولف المحترفين (الإنجليزية)